# بورتون د. باتريك
بورتون د. باتريك (بالإنجليزية: Burton D. Patrick)‏ هو عسكري أمريكي، ولد في 11 أكتوبر 1935 في جورجيا في الولايات المتحدة.